# Bronislovas Matelis
Bronislovas Matelis (ur. 3 września 1961 w Poniewieżu) – litewski dziennikarz, redaktor i polityk, poseł na Sejm Republiki Litewskiej.

## Życiorys
W 1983 ukończył szkołę techniczną w Poniewieżu, a w 1995 studia z zakresu dziennikarstwa na Uniwersytecie Wileńskim. W 2012 uzyskał magisterium w zakresie zarządzania organizacją na tej uczelni. Zawodowo związany z dziennikarstwem. Pod koniec lat 80. prowadził program Sąjūdžio žinios w radiu w Poniewieżu, a także publikował w lokalnej gazecie „Laisvas žodis” związanej z ruchem Sąjūdis. W latach 1990–1991 był rzecznikiem prasowym władz miejskich. W 1992 pełnił funkcję zastępcy redaktora naczelnego gazety „Aukštaitijos rytas”, następnie do 1994 pisał do „Panevėžys rytas”. W latach 1994–1997 był lokalnym korespondentem dziennika „Lietuvos rytas”. W 1997 został wydawcą i redaktorem naczelnym dziennika „Panevėžio balsas”, a w 2000 objął tożsame funkcje w gazecie „Panevėžio rytas”. Jednocześnie od 2007 współpracował z portalem informacyjnym Lrytas.lt.
W wyborach parlamentarnych w 2016 jako kandydat niezależny w okręgu Poniewież został wybrany na posła, kandydował jednocześnie z listy krajowej Litewskiego Związku Rolników i Zielonych. W 2019 dołączył do frakcji deputowanych Związku Ojczyzny. Z jego ramienia w 2020 z powodzeniem ubiegał się o poselską reelekcję.